# 石硤尾
石硤尾（英語：Shek Kip Mei）位於香港九龍西部，是窩仔山及喃嘸山一個的谷地，以住宅區為主，東與九龍塘及又一村以石硤尾公園、南山邨道及大坑東道為界，南至窩仔山的窩仔街，西至大埔道與深水埗及李鄭屋連接，西南面與塘尾及元洲以巴域街為界，北面與大窩坪以龍悅道為界，行政上屬於深水埗區。

## 歷史

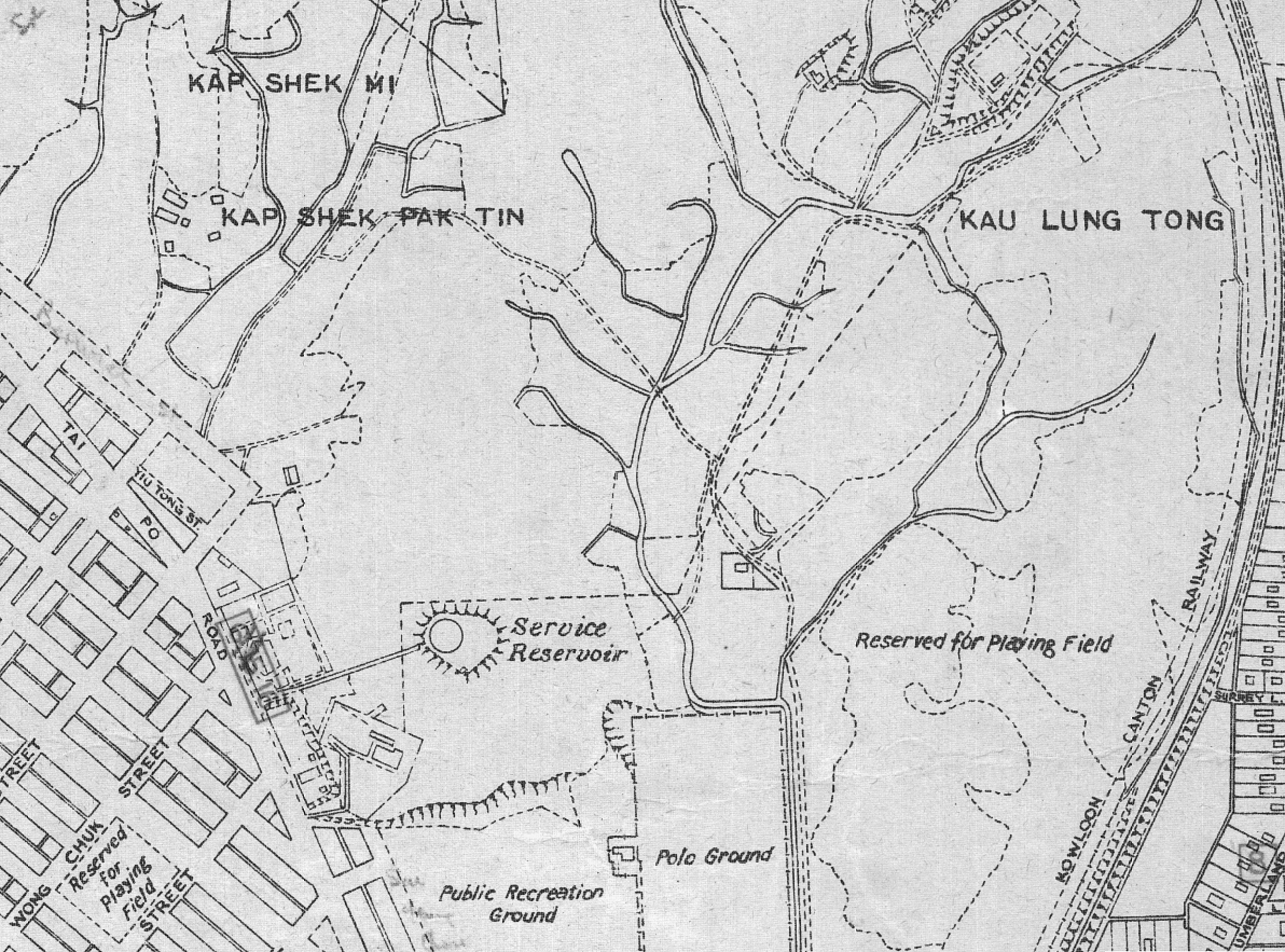
1947年的地圖同時標示現在石硤尾一帶為「Kap Shek Mi」和深水埗「Shek Kip Mi Street」

石硤尾又名夾石尾（碣石尾），原指深水埗南昌街街尾起的一帶山嶺谷地，早於1900年前已有人定居於兩條從山上流出長沙灣的溪澗旁邊。1911年，石硤尾村有居民75人。至1930年代，不少其他地區的居民遷到石硤尾村，居民數目逾千，其中包括1927年遭迫遷的九龍塘村村民等，建有不少農寮、棚廠和工場。 
1940年代末期國共內戰爆發，引起很多中國大陸居民逃難往香港；當中不少人都在石硤尾一帶自行興建木屋，作為容身之所，石硤尾一帶已發展成石硤尾六村，由西至東包括白田上村、白田下村、石硤尾村、窩仔上村、窩仔下村及大埔道村。1953年12月25日，石硤尾大火發生，逾五萬人無家可歸。期後香港政府在該區興建徙置區以安置災民，石硤尾邨成爲香港公共房屋發展計劃的開始。故此區內以住宅區為主，工業則有石硤尾工業大廈（已改建為賽馬會創意藝術中心）接收原有的山寨廠，而商業活動亦以滿足民生需求為主。

## 主要建築

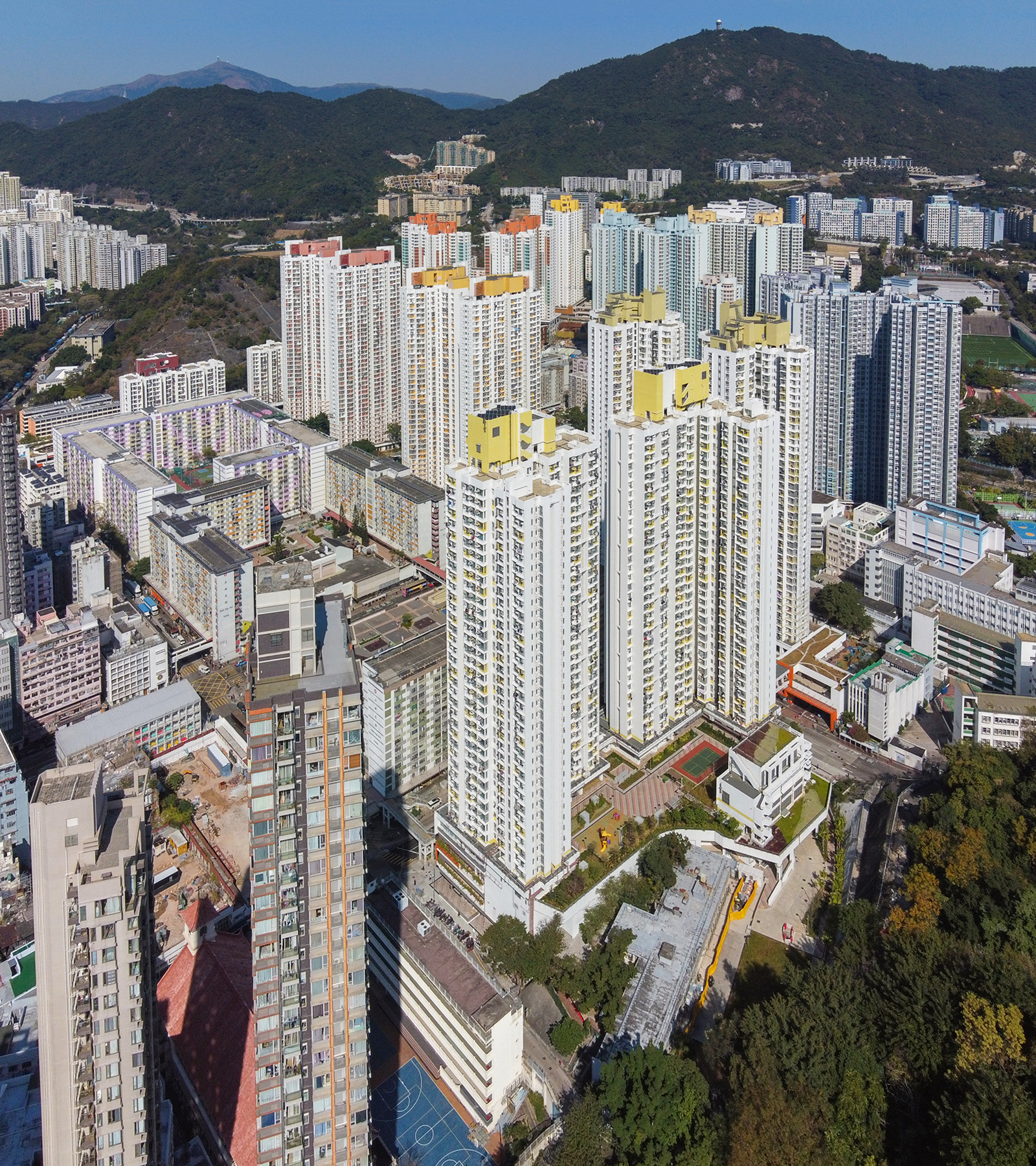
已經完成重建的石硤尾邨（2021年1月）

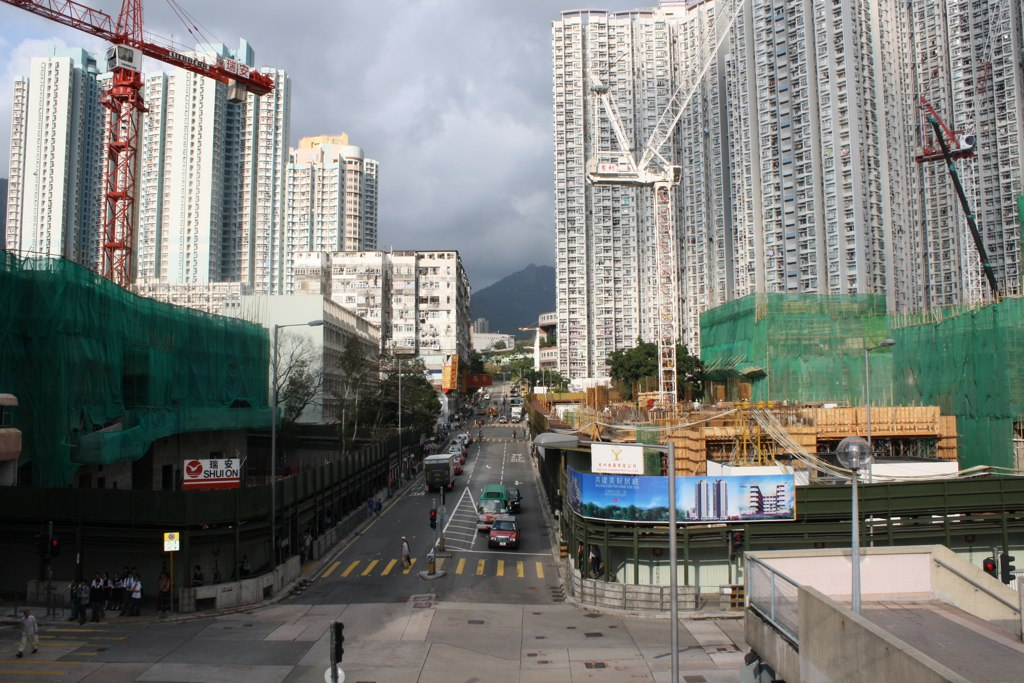
2010年，石硤尾一帶公共屋邨正進行重建工程，目前已大致完成

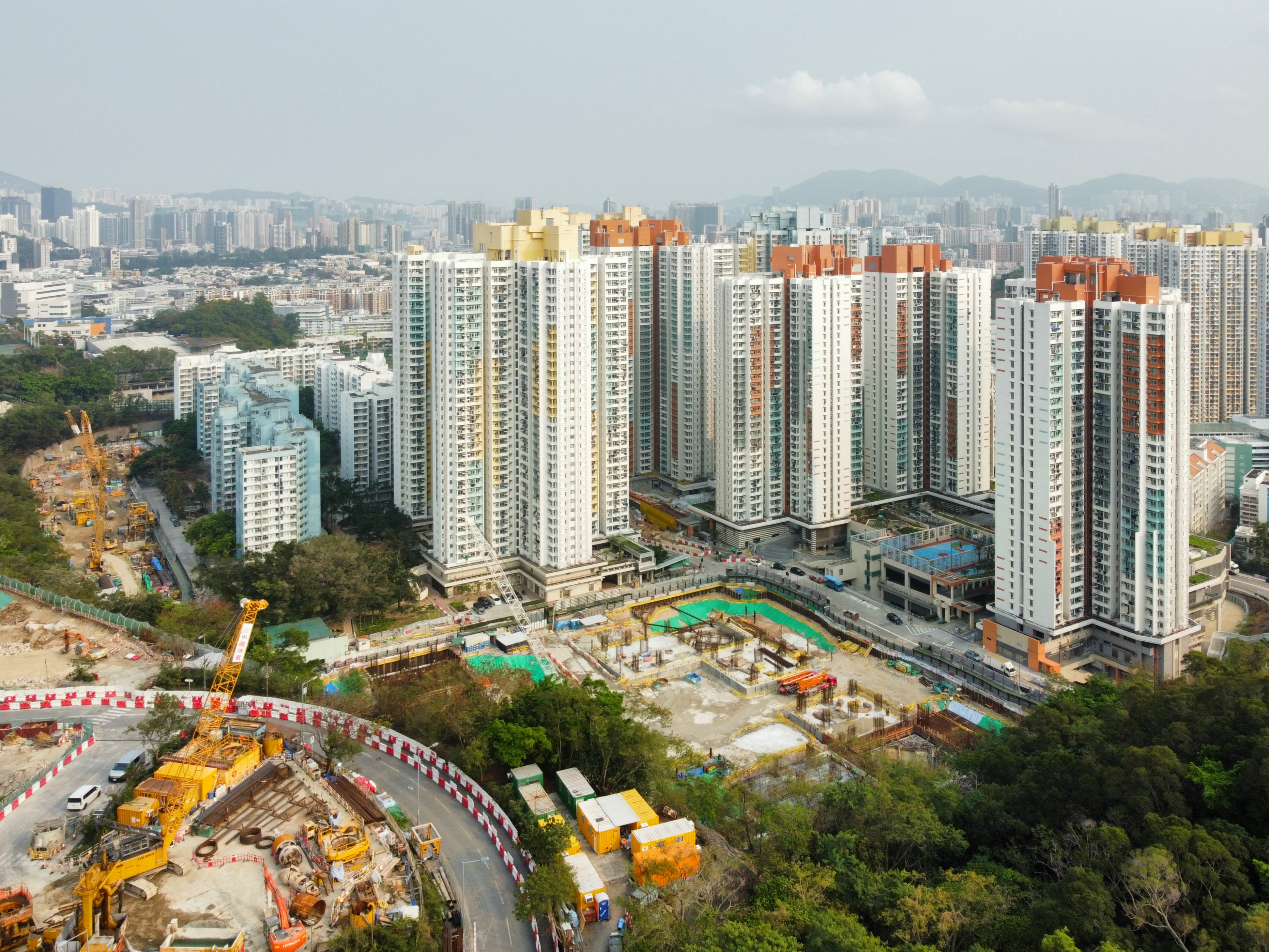
白田邨

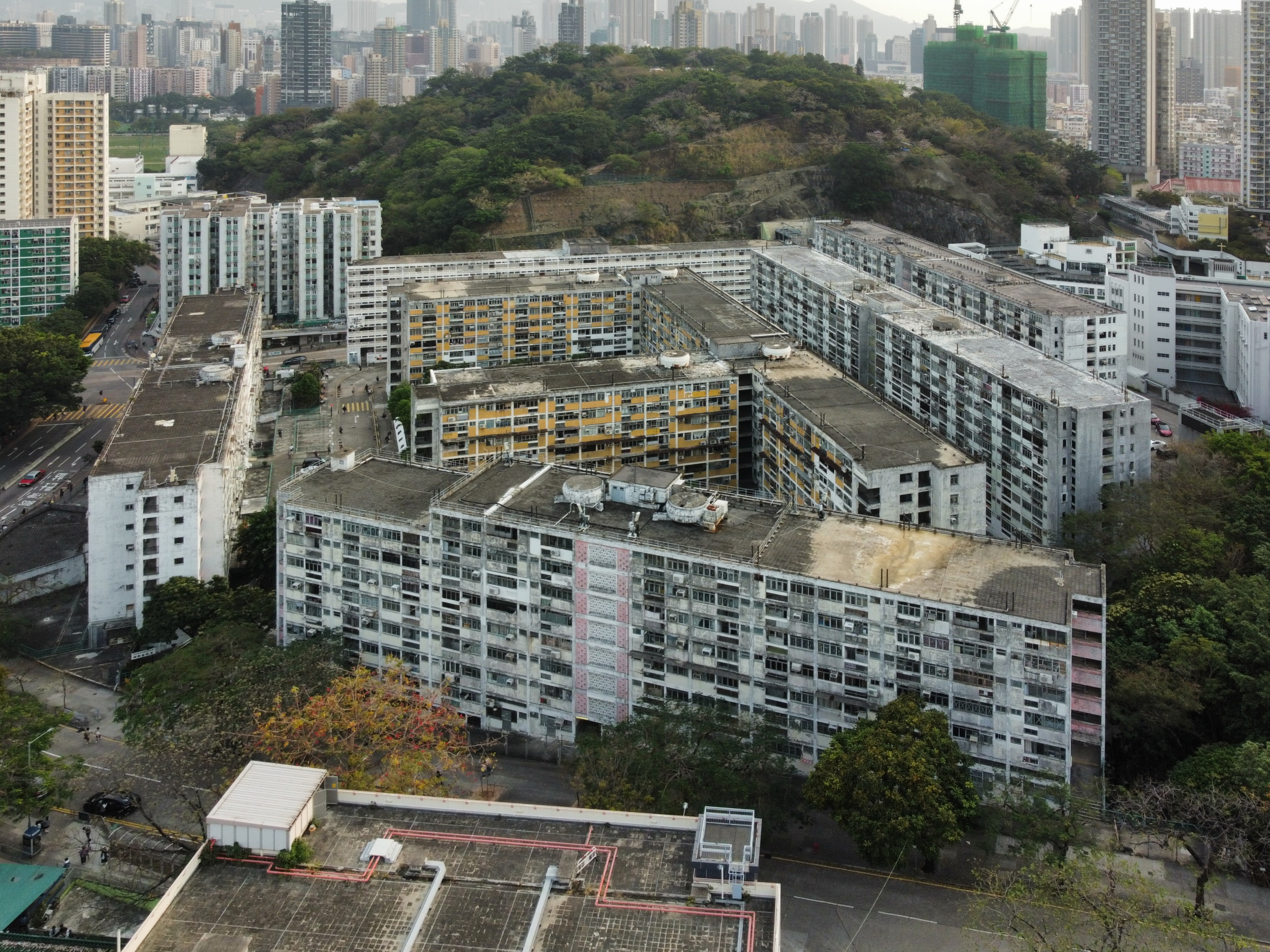
大坑西邨

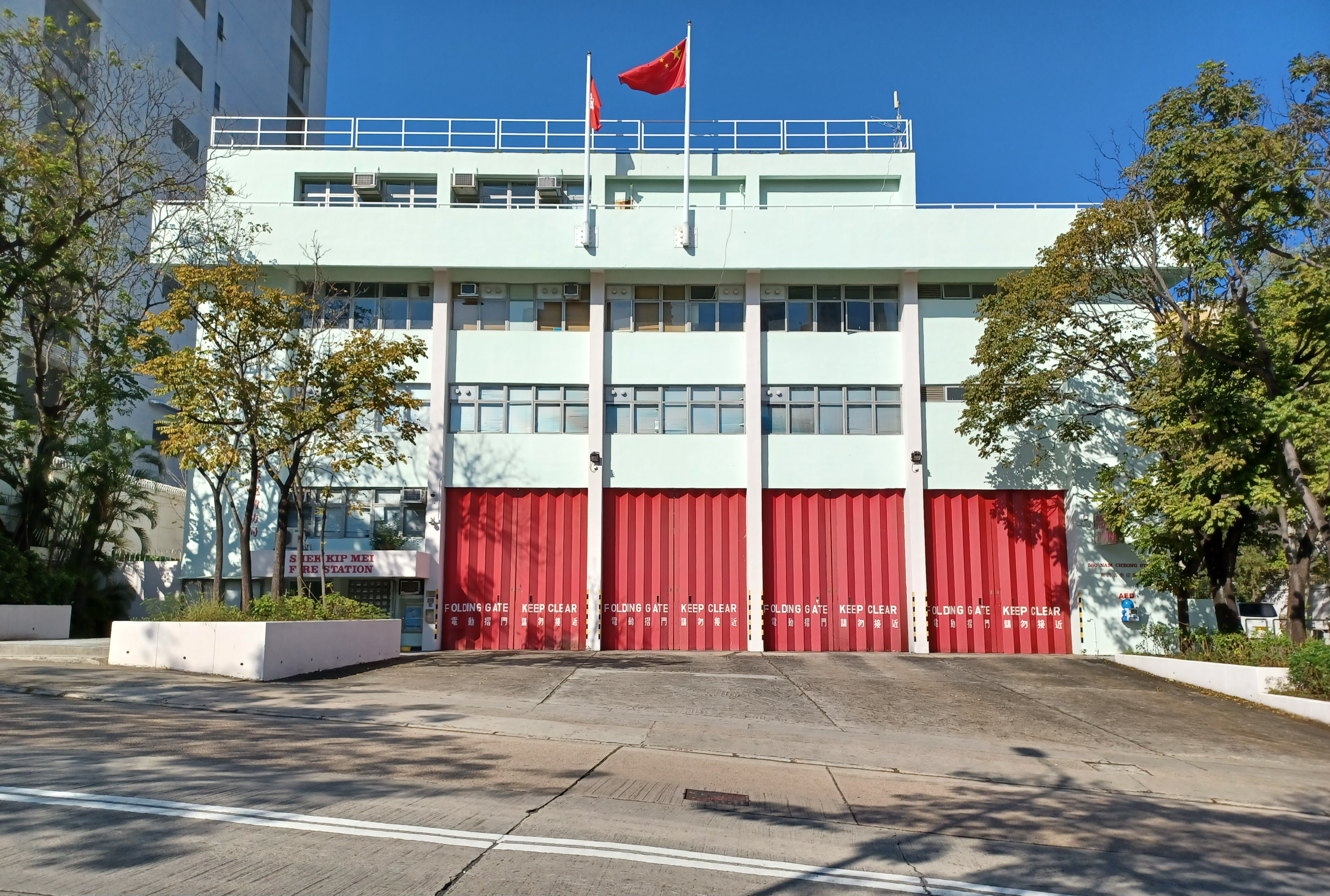
石硤尾消防局

- 石硤尾站
- 賽馬會創意藝術中心
- 美荷樓
- 石硤尾邨
- 白田邨
- 大坑東邨
- 大坑西邨
- 南山邨
- 石硤尾公園及石硤尾公園體育館
- 石硤尾公共圖書館
- 石硤尾消防局

## 區內學校

### 小學

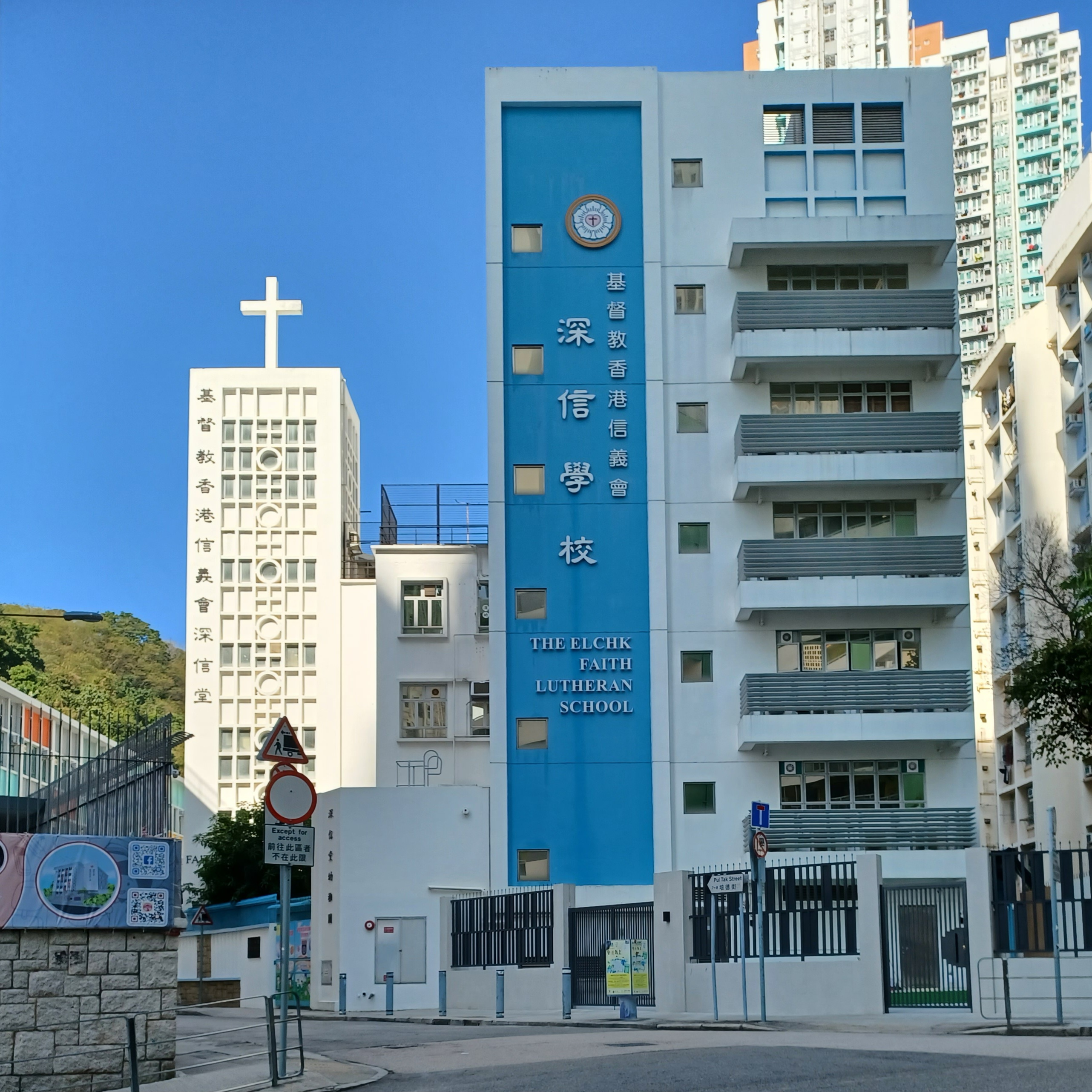
基督教香港信義會深信學校

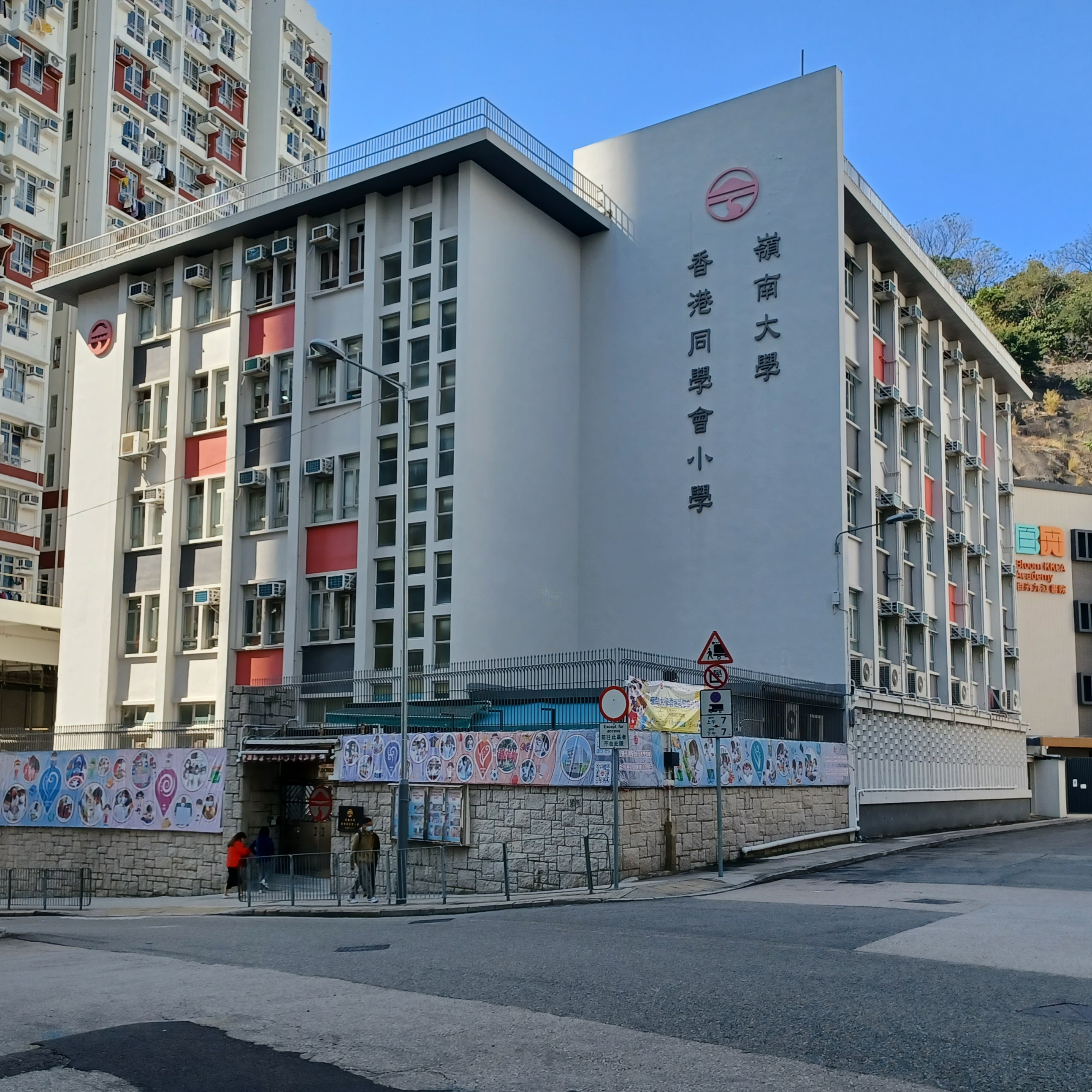
嶺南大學香港同學會小學

- 聖方濟愛德小學
- 香港四邑商工總會新會商會學校
- 基督教香港信義會深信學校
- 嶺南大學香港同學會小學
- 大坑東宣道小學
- 聖方濟各英文小學

### 中學

廠商會中學

- 路德會協同中學
- 瑪利諾神父教會學校
- 寶血會上智英文書院
- 中華基督教會銘賢書院
- 東華三院張明添中學
- 匯基書院
- 香港四邑商工總會黃棣珊紀念中學
- 廠商會中學
- 惠僑英文中學

### 特殊學校
- 新生精神康復學院
- 香港扶幼會則仁中心學校
- 香港心理衛生會白田兒童中心（1978年創辦，當時位於白田邨十三座10-27 號地下，於2009年遷往歌和老街，並易名為香港心理衛生會臻和學校[6]）

### 專上學院
- 宏恩基督教學院

### 設施及志願機構

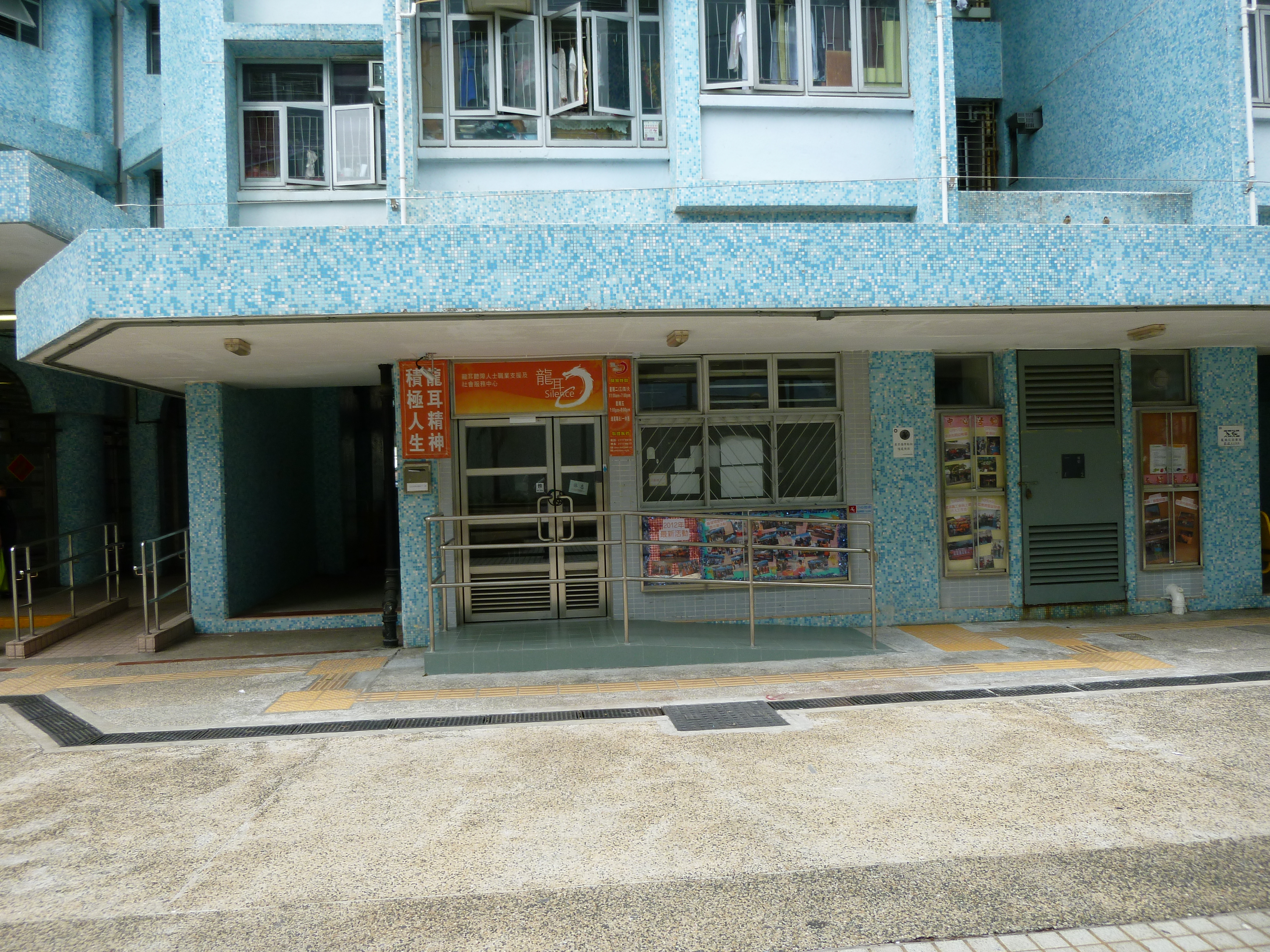
龍耳（白田）聾人及弱聽綜合服務中心

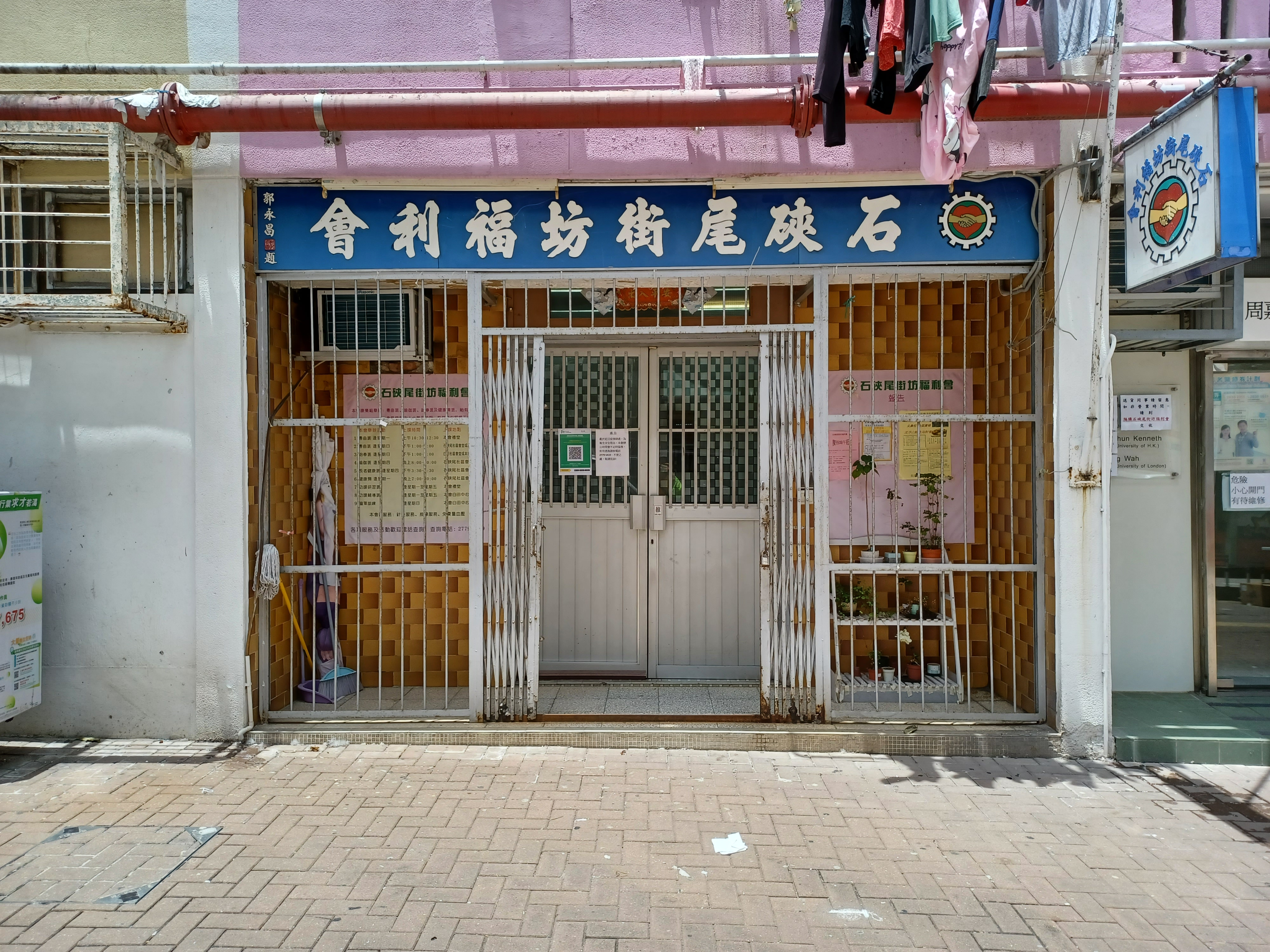
石硤尾街坊福利會

- 龍耳（白田）聾人及弱聽綜合服務中心
- 石硤尾街坊福利會
- 普通眼科及低視能中心
- 自閉症人士福利促進會
- 公共衛生檢測中心

## 區議會議席分佈
為方便比較，本表以龍翔道、大埔道、巴域街、主教山、大坑東邨、龍珠街為範圍。
| 年度/範圍                                              | 2000-2003                  | 2004-2007                     | 2008-2011                               | 2012-2015                               | 2016-2019                            | 2020-2023                            |
| ------------------------------------------------------ | -------------------------- | ----------------------------- | --------------------------------------- | --------------------------------------- | ------------------------------------ | ------------------------------------ |
| 龍翔道、南昌街、歌和老街往大埔道支路以北               | 澤安選區                   | 龍坪選區                      | 龍坪及上白田選區的一部分                | 龍坪及上白田選區的一部分                | 龍坪及上白田選區的一部分             | 龍坪及上白田選區的一部分             |
| 偉倫街、南昌街、歌和老街往大埔道支路以南               | 白田選區                   | 白田選區                      | 下白田選區及龍坪及上白田選區的一部分    | 下白田選區及龍坪及上白田選區的一部分    | 下白田選區及龍坪及上白田選區的一部分 | 下白田選區及龍坪及上白田選區的一部分 |
| 白田街、偉倫街、南昌街、窩仔街                         | 石硤尾選區                 | 白田選區及石硤尾 選區的一部分 | 石硤尾及南昌東選區及 下白田選區的一部分 | 石硤尾及南昌東選區及 下白田選區的一部分 | 石硤尾選區及 下白田選區的一部分      | 石硤尾選區及 下白田選區的一部分      |
| 白田街、窩仔街、石硤尾健康院、巴域街                   | 石硤尾選區                 | 石硤尾選區                    | 石硤尾及南昌東 選區的一部分             | 石硤尾及南昌東 選區的一部分             | 石硤尾選區                           | 石硤尾選區                           |
| 石硤尾街、窩仔街、大坑東道、界限街、西洋菜北街、巴域街 | 大坑東及又一村選區的一部分 | 大坑東及又一村選區的一部分    | 南山、大坑東及大坑西選區                | 南山、大坑東及大坑西選區                | 南山、大坑東及大坑西選區             | 南山、大坑東及大坑西選區             |
| 南山邨道、大坑東道、窩仔街、大坑西邨與石硤尾邨分界線   | 南山選區                   | 南山選區                      | 南山、大坑東及大坑西選區                | 南山、大坑東及大坑西選區                | 南山、大坑東及大坑西選區             | 南山、大坑東及大坑西選區             |

註：以上主要範圍尚有其他細微調整（包括編號），請參閱有關區議會選舉選區分界地圖及條目。

## 外部連結
维基共享资源上的相關多媒體資源：石硤尾